# Calloporina longispina
Calloporina longispina är en mossdjursart som först beskrevs av William MacGillivray 1885.  Calloporina longispina ingår i släktet Calloporina och familjen Microporellidae. Inga underarter finns listade i Catalogue of Life.